# Sentència Arbitral de Torrellas
La sentència arbitral de Torrellas és un acord signat el 8 d'agost de 1304 a la localitat aragonesa de Torrellas per restablir la pau entre la corona de Castella i la corona d'Aragó, després de la conquesta del Regne de Múrcia a Castella per part del rei Jaume II el Just.
En el context de la crisi dinàstica de la corona de Castella, que enfrontava Sanç IV de Castella amb Alfons de la Cerda, aquest oferí a Jaume el Just el Regne de Múrcia a canvi del seu suport. A conseqüència d'això, des del 1296 fins al 1300, Jaume II va dur a terme operacions militars de conquesta del territori de Múrcia amb la intenció d'apoderar-se de la zona compresa entre Elda pel nord i Huércal-Overa pel sud.
Per tal de finalitzar la guerra entre Castella i la corona d'Aragó, es designaren tres àrbitres: el rei Dionís de Portugal, l'infant Joan de Castella i el bisbe de Saragossa Eiximén de Luna. El 8 d'agost de l'any 1304, es reuniren a Torrellas els àrbitres i el rei Jaume II, mentre el rei de Castella, Ferran IV, restava a Ágreda. Allà se sentencià la partició del Regne de Múrcia, delimitant el riu Segura com a frontera entre la corona d'Aragó i el regne de Castella. Aquest acord va significar la pau entre ambdós reis, i Jaume II renuncià al títol de rei de Múrcia, però aconseguí les terres situades al nord del riu, exceptuant la capital del regne (Múrcia) i Molina de Segura. Les noves terres annexionades al Regne de València eren les viles d'Alacant, Elx, Guardamar, Oriola i tots els llogarets de la vall del Vinalopó (cas d'Elda i d'altres)
Després de la incorporació definitiva de la zona nord del Regne de Múrcia a la corona d'Aragó, fou creada el 1305 la procuració d'Oriola, que comprenia les actuals comarques del Baix Segura, el Baix Vinalopó, l'Alacantí, les Valls del Vinalopó, el Vinalopó Mitjà i Elda i Salines d'Elda de l'Alt Vinalopó; la resta d'aquesta comarca va quedar sota sobirania de la corona de Castella, amb el seu límit nord situat sobre el riu Montnegre o de Xixona, límit de l'antiga governació de Xàtiva, que era l'administració foral situada més al sud en aquell moment del Regne de València. El 1366, la procuració esdevingué governació.
Aquesta sentència va ser modificada posteriorment amb el tractat d'Elx l'any següent, per tal de fixar amb exactitud la frontera entre Castella i la corona d'Aragó.